# 村井正親
村井 正親（むらい まさちか、1965年〈昭和40年〉8月1日 - ）は、日本の農林水産官僚。

## 来歴
大阪府豊中市生まれ。大阪府立北野高等学校を経て、1989年（平成元年）3月、東京大学法学部を卒業。大学時代の1人暮らしで食生活の大切さを感じたこと、「食い倒れの街」大阪で生まれ育ったことから食料の安定供給に携わることが出来る仕事に就きたかったこと、官庁訪問時に農林水産省の雰囲気が居心地よく感じたことが決め手となり、同年4月、農林水産省に入省。
入省後、構造改善局総務課に配属され、局内各課の作業の割り振りや予算の取りまとめ・編成を担当。その後、1993年（平成5年）8月、郵政省に出向し、NHKの国際放送解禁に係る放送法の改正に携わった。
1995年（平成7年）9月には農林水産省大臣官房文書課の法令審査官となり、農林水産省が所管する法律案、省令、政令等の審査に携わり、食料・農業・農村基本法などを担当。1999年（平成11年）4月には鹿児島県庁に出向し、農政部農政課長として「鹿児島県農業の将来ビジョン」策定の陣頭指揮を担当。2007年（平成19年）6月には農林水産大臣秘書官事務取扱として大臣の国会答弁のサポートなどを担った。
2011年（平成23年）1月、経営局金融調整課長に就任。同年3月の東日本大震災の発生に際して、金融庁と歩調を合わせ、被災した農業協同組合・漁業協同組合の資本注入に関する特例を措置する法案の提出に携わった。その後、2012年（平成24年）12月に内閣官房内閣参事官（内閣官房副長官補付）に就任。第46回衆議院議員総選挙の翌日の人事異動で、在任中に民主党から自由民主党への政権交代を経験し、それに伴う農林水産政策の抜本的変更による基本方針の取りまとめを担当。各府省などと協力して「農林水産業・地域の活力創造プラン」を取りまとめた。その後、経営局総務課長、農林水産省大臣官房文書課長、農村振興局農村政策部長を歴任。
2020年（令和2年）8月3日、農林水産省大臣官房政策立案総括審議官に就任。
2021年（令和3年）7月1日、消費者庁に出向し、同庁政策立案総括審議官に就任。
2022年（令和4年）6月28日、農林水産省経営局長に就任。
2024年（令和6年）7月5日、農林水産省を退職。

## 年譜
- 1989年（平成元年）
  - 3月 - 東京大学法学部卒業[1]
  - 4月 - 農林水産省入省[1]
  - 4月 - 農林水産省構造改善局総務課[8]
- 1993年（平成5年）8月 - 郵政省放送行政局放送政策課国際係長[8]
- 1995年（平成7年）9月 - 農林水産省大臣官房文書課法令審査官[8]
- 1999年（平成11年）4月 - 鹿児島県農政部農政課長[8]
- 2002年（平成14年）7月 - 林野庁林政部企画課課長補佐[8]
- 2003年（平成15年）7月 - 農林水産省大臣官房秘書課監査官[8]
- 2005年（平成17年）7月 - 農林水産省経営局協同組織課経営・組織対策室長[1]
- 2007年（平成19年）
  - 6月 - 農林水産省大臣官房企画評価課主席調整官兼農林水産大臣秘書官事務取扱[1]
  - 8月 - 農林水産省総合食料局食糧部計画課需給調整対策室長[1]
- 2009年（平成21年）7月 - 農林水産省総合食料局食糧部計画課長[1]
- 2011年（平成23年）1月 - 農林水産省経営局金融調整課長[1]
- 2012年（平成24年）12月 - 内閣官房参事官（内閣官房副長官補付）[1]
- 2015年（平成27年）1月 - 農林水産省経営局総務課長[1]
- 2017年（平成29年）7月 - 農林水産省大臣官房文書課長[1]
- 2019年（令和元年）7月 - 農林水産省農村振興局農村政策部長[1]
- 2020年（令和2年）8月 - 農林水産省大臣官房政策立案総括審議官[1]
- 2021年（令和3年）7月 - 消費者庁政策立案総括審議官[1]
- 2022年（令和4年）6月 - 農林水産省経営局長[1]
- 2024年（令和6年）7月 - 農林水産省退職[4][5]